# Persa
Persa (starogrško Πέρση) je v grški mitologiji ena od tritisoč  nimf Okeanid, ki sta jih spočela Titan Okeanos in Tetis.
Persa je bila ena od žena sončnega boga Heliosa. Po Homerju in Heziodu, je Persa Heliosu rodila dva otroka, Kirko and Ajeta, kasnejši pisci pa jima pripisujejo tudi hči Pasifoo, ter sinova Persesa in Aloja.